# Anthodioctes zebratus
Anthodioctes zebratus är en biart som först beskrevs av Carlos Schrottky 1908.  Anthodioctes zebratus ingår i släktet Anthodioctes och familjen buksamlarbin. Inga underarter finns listade i Catalogue of Life.